# Краснинский (Липецкая область)
Кра́снинский — посёлок Краснинского района Липецкой области. Административный центр Александровского сельсовета.

## География
Посёлок находится у железнодорожной линии Елец — Лев Толстой, на расстоянии 3 км к югу от села Красное, административного центра района.

### Часовой пояс
Посёлок Краснинский, как и вся Липецкая область, находится в часовой зоне МСК (московское время). Смещение применяемого времени относительно UTC составляет +3:00.

## История
Образован в 1924 году как Краснинский агроучасток. Название агроучастку дано по соседнему селу Красное.

## Население
| 2010 |
| ---- |
| 2161 |

## Улицы
| - ул. Газовиков, - ул. Донская, - ул. Парковая, | - ул. Пивзаводская, - ул. Победы, - ул. Совхозная, | - ул. Социалистическая, - ул. Тихая, - ул. Центральная. |